# Kenta Tokushige
Kenta Tokushige (徳重 健太 Tokushige Kenta?), född 9 mars 1984 i Kagoshima prefektur, är en japansk fotbollsspelare.
Tokushige började sin karriär 2002 i Urawa Reds. 2004 blev han utlånad till Cerezo Osaka. Han gick tillbaka till Urawa Reds 2005. 2005 flyttade han till Vissel Kobe. Han spelade 138 ligamatcher för klubben. 2018 flyttade han till V-Varen Nagasaki.